# Ruth Wenger
 (mars 2022).
Si vous disposez d'ouvrages ou d'articles de référence ou si vous connaissez des sites web de qualité traitant du thème abordé ici, merci de compléter l'article en donnant les références utiles à sa vérifiabilité et en les liant à la section « Notes et références ».
Pour les articles homonymes, voir Wenger.
Ruth Wenger, avec ses prénoms complets Claudia Ruth Wenger, née le 31 octobre 1897 à Bâle et décédée le 30 mai 1994 à Weimar est une chanteuse d'opéra (soprano) et une peintre suisse. Elle usait également comme nom d'artiste de celui de Claudia Wenger.

## Biographie
Ruth Wenger était la seconde fille de la peintre et auteur de livres pour enfants Lisa Wenger, née Ruutz, (1858–1941) et de l'industriel Théo Wenger (1868–1928), le propriétaire de la "Fabrique suisse de coutellerie et services Wenger" ("Schweizer Besteckfabrik Wenger"), mondialement célèbre pour sa fabrication du fameux couteau suisse multilame.
Sa sœur Eva (1891–1959) était la mère de Meret Oppenheim.
En 1919, Ruth Wenger fait dans le Tessin la connaissance de l'écrivain Hermann Hesse, de vingt ans son aîné, lors d'une villégiature de ses parents à Carona. Ils s'éprennent ardemment l'un de l'autre tout en restant longtemps dans le doute si cet amour pouvait être scellé par un mariage, car ils différaient trop entre eux quant à leurs centres d'intérêt et leurs caractères. Ils se voient souvent mais de courts instants, tantôt à Carona tantôt à Bâle, où Ruth Wenger apprend le chant, le piano et la flûte. Elle épouse quand même Hesse le 11 janvier 1924 après qu'il a divorcé de son épouse Marie Bernoulli, ébranlée depuis longtemps déjà par de graves troubles psychotiques. Le couple toutefois vivait la plupart du temps éloigné de plus de cent kilomètres. Ruth Wenger se préoccupe surtout de ses chiens, de ses chats, de ses perroquets et de ses autres animaux domestiques, ce qui n'intéresse que fort peu Hermann Hesse. Ce mariage tient trois ans jusqu'au jour où Ruth après une brève liaison avec le peintre Karl Hofer demande le divorce qui est prononcé le 24 avril 1927 à Bâle.
Plus tard Ruth Wenger épouse Erich Haussmann et devient mère du futur acteur de théâtre Ezard Haussmann. Ezard reçoit son éducation en Suisse dans un internat monastique, avec le soutien d'Hermann Hesse, après que ses parents aient été internés en France durant la Seconde Guerre mondiale. Grâce à des relations personnelles de Ruth avec le poète Johannes Robert Becher, devenu ministre de la culture de la RDA, la famille émigre en Allemagne de l'Est en 1956. C'est là que Ruth meurt à Weimar le 30 mai 1994.

## Sources
- (de) Cet article est partiellement ou en totalité issu de l’article de Wikipédia en allemand intitulé « Ruth Wenger » (voir la liste des auteurs).